# 김선경 (범죄인)
김선경(金善經, 1931년 6월 7일 ~ 1959년 1월 8일)은 부산 국제시장 상인 살해사건을 일으킨 살인 범죄자이다. 1957년 추석 전 날이었던 9월 7일 밤 부산 국제시장 상인 등 4명을 권총으로 살해 하고 2명에게 중상을 입혔다.

## 생애
1931년 6월 7일 황해도 평산군 세곡면에서 태어났다.
15살이던 1946년 9월에 가족들과 월남하여 경상남도 마산에 정착하였다. 중학교를 중퇴하고 
1949년 1월 진해 해군신병훈련소에 입대하였다. 군 복무 중 부산에서 만난 손모씨와 결혼해 아들과 딸을 낳았다. 군 제대 후 1955년 부산에 있는 동양실업주식회사 선박에서 갑판원으로 근무했으나 일본에 다녀 온 후 밀수 행위가 적발되어 해고되었다.

## 사건 발단
선박 회사에서 근무한 김선경은 근무 중 여러번의 밀수 행위로 경찰에 구속되는 일이 잦았다. 결국 회사로부터 해고를 통보를 받게 되는데 이 후 구직에 어려움을 겪으면서 경제적으로 점차 궁핍해져 가족과도 멀어져 갔다.

## 사건 발생
회사에서 실직한 김선경은 자금만 있다면 다시 밀수로 한탕 할 생각에 이 전에 밀수 처리에 안면이 있던
부산 국제시장 상인들을 찾아간다. 사건 전 날인 1957년 9월 6일 국제시장 포목 상인 박모씨 등 상인 4명에게 일본에서 밀수입한 양단 50여필을 저렴하게 구매하게 해준다며 다음날까지 225만환을 준비하라고 일러둔다. 오후 3시경 자신이 머무는 하숙집으로 돌아와 함께 거주하는 해군 임모씨의 45구경 권총과 탄환 8발을 그가 자리를 비운 사이 몰래 탈취한다. 마땅히 차가 없었던 그는 모 부대 소속 장교의 지프를 빌려오면서 범행에 이용할 차량도 마련했다. 다음날 저녁 운전기사로 이용할 20대 남성 김모씨를 데리고 약속 장소에 온 그는 상인 4명, 상인 가족 1명 등을 차례로 지프에 태워 이동했다. 밤 9시 30분경 김해군 대저면 사덕상리 (현재 부산광역시 강서구 대저1동) 소재 구포교 다리 부근에 이르자 잠깐 차를 멈추게 한 뒤 운전수를 뒤에 앉힌 후 자신이 직접 운전대를 잡고 차를 몰기 시작했다. 다리 밑에 다다르자 갑자기 차량의 모든 불을 끄고 멈추었다. 그리고는 권총을 꺼내 이들에게 7발을 난사하고 금품을 강탈한 뒤 다시 지프차에 올라타 급히 도주 했다. 피해자 중 4명은 그 자리에서 사망했고 2명은 중상을 입었다. 첫 총격의 사망자인 앞 좌석 2명의 남성은 총격을 받고 곧바로 차 문밖으로 내동댕이 쳐졌으며 총격에 놀라 도망가는 여성 2명도 얼마 안가서 뒷통수에 총격을 받고 그대로 즉사 했다. 이때 뒷좌석에 있던 생존자 박모씨가 범인에게 달려들어 목을 눌러대며 저항했으나 총대에 머리를 가격 당해 제압 당한 뒤 차밖으로 떨어져 나갔다. 범행 장소를 벗어난 김선경은 범행에 사용된 지프를 버리고 그대로 잠적했다.

## 도피 생활 및 체포
생존자 증언에 따라 사건의 범인은 이전에 밀수 행위로 경찰서를 자주 드나들었던 김선경임을 파악하고 경남 일대는 물론 전국에 걸쳐 수사망을 펴고 현상금 만환을 걸었다. 하지만 한 달이 거의 다 지나도록 검거하지 못한 채 수사가 답보 상태에 놓였다. 
한편, 김선경은 대중교통을 이용해 서면, 해운대 그리고 경남 울산을 거쳐 화물 열차를 이용해 경주까지 이동했다. 경주에서 며칠간을 머물렀던 그는 기차역에서 서울행 경부선 화물 열차에 다시 올라 탔다. 9월 14일 서울에 도착해 신당동에 있는 무허가 하숙집을 잡고 낮에는 남산 주위를 배회하다 밤이 되면 다시 하숙집으로 돌아와 은신하는 것을 반복했다. 돈이 거의 떨어지자 하숙집을 나와 남산에서 노숙자들과 함께 생활하기도 했다. 9월 28일에는 권총으로 택시기사를 위협해 현금 3,800환을 빼앗았다.
부산중부경찰서는 김선경이 서울에 있다는 첩보를 받고 김모 형사를 불러 서울로 급파했다. 김형사는 해군 복무시절 김선경과 함께 군복무를 한 사이이다. 그는 김씨 아내의 본적인 서대문구 행촌동 집과 주변 유흥업소, 음식점 등을 샅샅이 탐문해 갔다. 그러던 9월 30일 저녁 국도극장 근처를 지나던 중 뜻밖에 극장 앞을 지나가는 김선경을 목격하게 된다. 김형사는 김선경 앞으로 다가가 "야 오래간만이다. 나 여기 극장에 취직했다" 라며 반가운 얼굴로 말을 걸었다. 그러나 김선경은 김형사를 경계하며 몇 걸음 뒤로 물러섰다. 김형사가 계속해서 "극장 안에 들어가서 이야기나 하자", "한잔하자"라고 집요하게 회유하자 김선경은 "할 말이 있으면 여기서 해"하고 몸을 피했다.
그때 김형사는 김선경을 뒤에서 기습적으로 덮쳤다. 형사가 김선경의 상체를 뒤에서 갑자기 팔로 제압하자 순간 자신을 체포한다는 것을 눈치챈 그는 허리에서 권총을 빼내려고 있는 힘껏 몸부림을 쳤다. 김선경이 권총을 꺼내 들려 하자 김형사는 "살인 강도범이다!" 라고 고함을 질렀다. 그때 마침 극장 안에 있던 2명의 사람이 뛰쳐 나오는데 위 두 사람은 서울중부경찰서 형사들이었다. 
그때 "탕!" 하고 권총 한 발이 발사 되었다. 권총 소리와 함께 김선경은 그 자리에서 쓰러졌다. 권총은 김선경이 자신에게 발사 한 것이었다. 총알은 김선경의 왼쪽 무릎 위를 관통하였다. 곧바로 현장에서 체포된 김선경은 서울중부경찰서로 연행되었고, 10월 1일 부산으로 압송 되었다.

## 구속 후
김선경은 경찰에서 체포 당시 권총을 발사한 것은 체포를 두려워 해서가 아니라 자살 기도를 하려고 발사 한 것이라고 진술했다. 또한 추가 진술에서 부산에서 밀수를 한창 하고 있을 때 많은 경찰관 등을 매수해 계속해서 밀수에 성공 할 수 있었다고 말했다. 특히 부산해군헌병대 수사계장 조모씨와 공모하여 밀수하기도 했는데 김선경이 밀수품을 일본에서 들여오면 조씨가 자신의 닷지 트럭에 운반해 와서 국제시장 상인들에게 매각했다는 것이다. 한편 자신의 하숙집에서 총기 탈취 당한 해군 임모씨는 총기 관리 소홀로 헌병대로 인계되어 구속되었다. 김선경은 대구형무소로 수감되었고 1958년 4월 강도살인 및 시신유기죄로 대법원에서 사형 판결을 받았다. 그는 사형 선고에 불복해 상고 했으나 7월 18일 상고가 기각되어 사형이 최종 확정되었다. 다음해인 1959년 1월 17일 대구형무소에서 사형이 집행되어 사망하였다.

## 학력
- 신막국민학교 (북한 황해도 소재)
- 마산중학교 중퇴